# Tschechow-Museum Taganrog

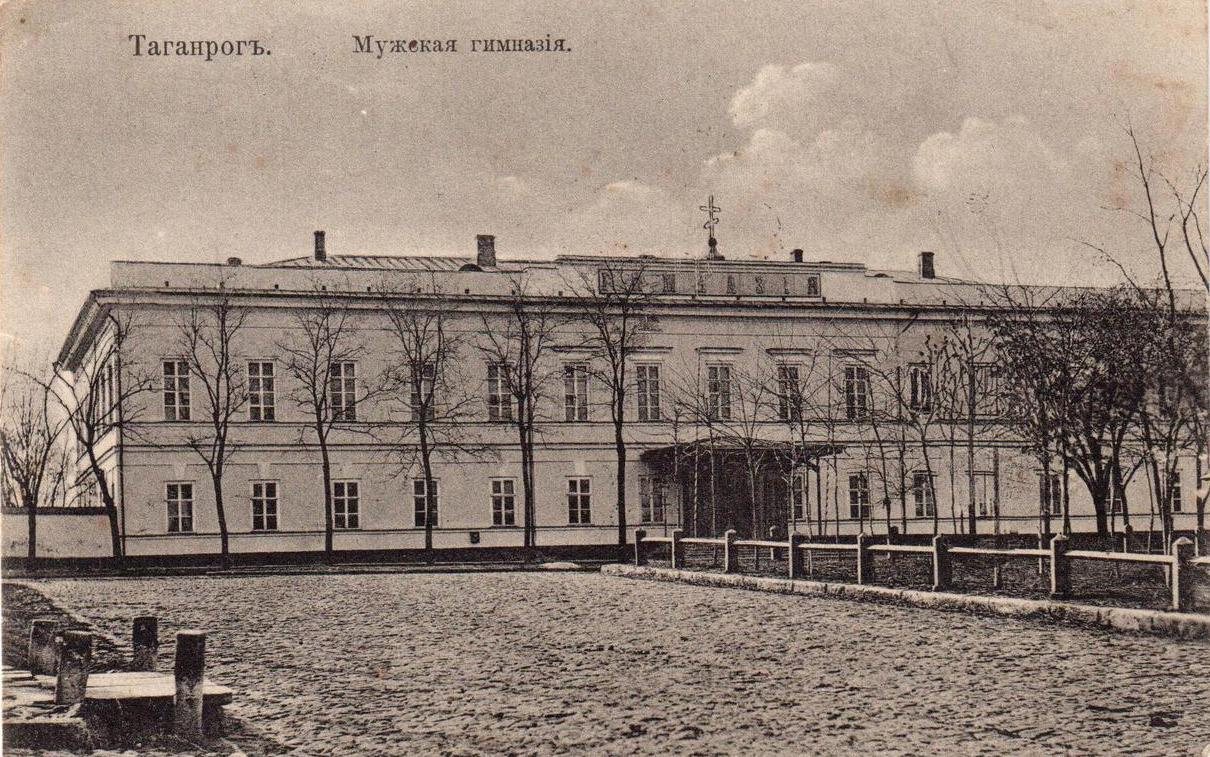
Das Zweite Taganroger Jungen-Gymnasium. Aufnahme aus dem 20. Jahrhundert vor der Revolution.

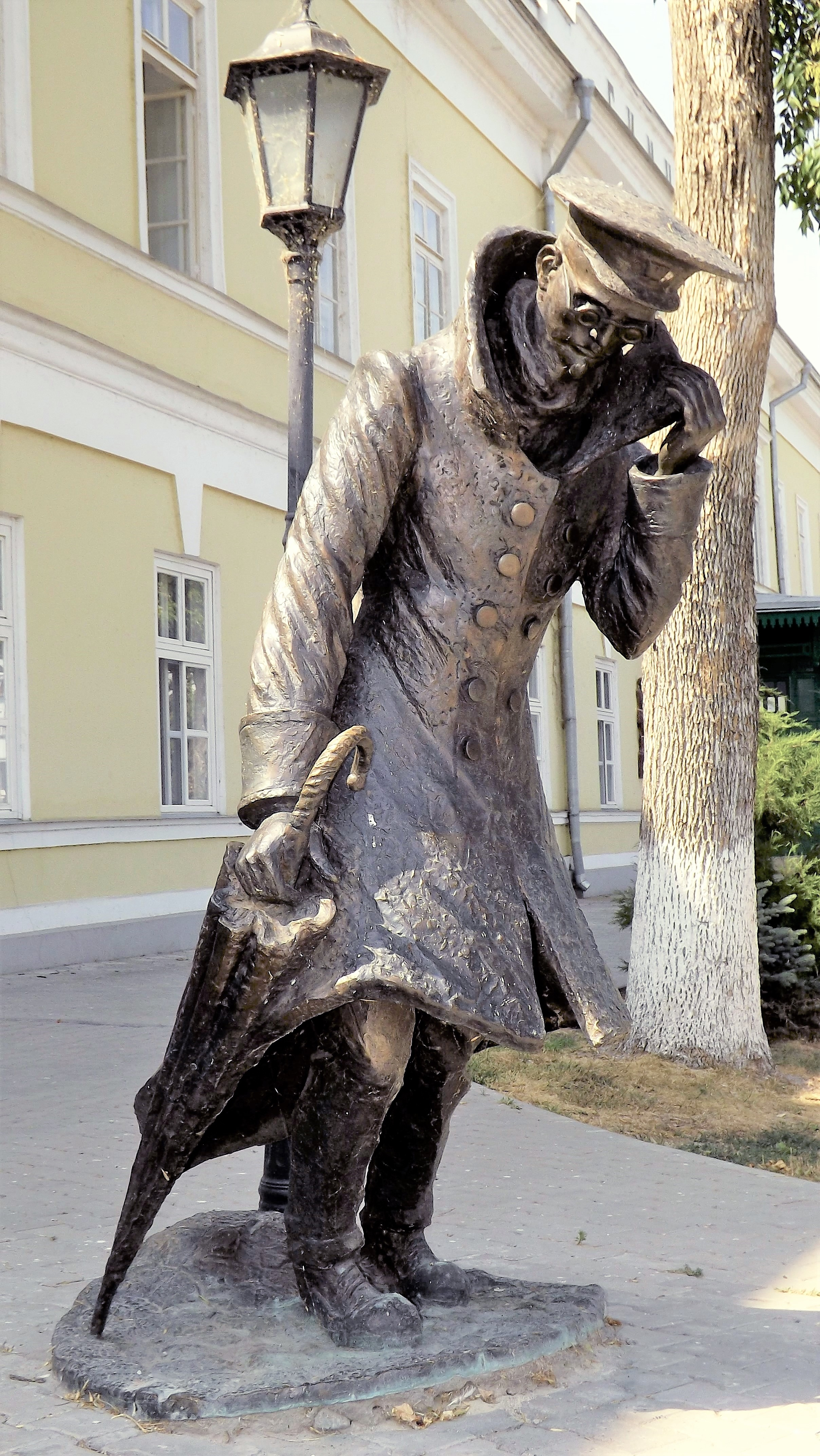
Der Mann im Futteral – Skulptur vor dem Museum

Das Tschechow-Museum Taganrog (russisch Литературный музей А. П. Чехова, Literaturny musei A. P. Tschechowa) ist seit dem 29. Mai 1935 im ehemaligen Zweiten Taganroger Jungen-Gymnasium untergebracht. Es können dort in der Taganroger Oktoberstraße 9 mehr als 1600 Exponate zu Leben und Werk Anton Tschechows besichtigt werden.
Das Gymnasium wurde in der frühen Mitte des 19. Jahrhunderts von dem Italiener Francesco Boffo im klassizistischen Stil erbaut. Der Schüler Anton Tschechow besuchte das Gymnasium von 1868 bis 1879. Der immerhin fast zwölf Jahre lange Schulbesuch lieferte Stoff für die Briefe und Telegramme sowie die Erzählungen Der Repetitor, Der Literaturlehrer, Ariadna und Der Mann im Futteral. A. F. Djakonow, seinerzeit Inspektor am oben rechts abgebildeten Gymnasium, soll Vorbild für die Figur des Mannes im Futteral gewesen sein.